# Симон Кяер
Симон Кяер (на датски: Simon Thorup Kjær; роден 26 март 1989 г.) е бивш датски защитник, и бивш капитан на националния отбор на Дания.

## Кариера
Кяер започва професионалната си кариера през 2007 г. в тима на Мидтиланд.
През 2008 г. преминава в Палермо, а през 2010 г. във Волфсбург.
Между 2011 г. и 2019 г. играе за отборите на Рома, Лил, Фенербахче и Севиля.
През лятото на 2019 г. е преотстъпен в състава на Аталанта.
А от 2020 до 2024 г. играе за отбора на Милан.

## Успехи

### Клубни
Мидтиланд
- Датска суперлига вицешампион: 2006/2007, 2007/2008

Фенербахче
- Турска Суперлига вицешампион: 2015/2016
- Купа на Турция финалист: 2015/2016

Севиля
- Купа на краля финалист: 2017/2018
- Суперкопа де Еспаня финалист: 2018/2019

Милан
- Серия А шампион: 2021/2022

### Индивидуални
- Футболист на Годината на Дания: 2009, 2021